# Rafael Barrett
Rafael Ángel Jorge Julián Barrett y Álvarez de Toledo (Torrelavega, 7 de enero de 1876-Arcachón, 17 de diciembre de 1910) fue un escritor, ensayista y periodista español que desarrolló la mayor parte de su producción literaria en Paraguay, por lo que es considerado una figura destacada de la literatura paraguaya a principios del siglo XX. Es particularmente conocido por sus cuentos y sus ensayos de hondo contenido filosófico, exponente de un vitalismo que anticipa de cierta forma el existencialismo. Conocidos son también sus alegatos filosófico-políticos a favor del anarquismo.

## Biografía

### Su juventud

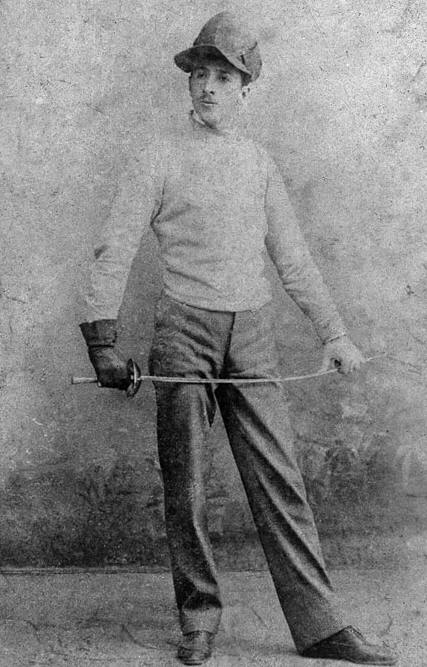
Rafael Barrett a los 18 años

Barrett nació en Torrelavega (Cantabria) en el año 1876, con el nombre de Rafael Ángel Jorge Julián Barrett y Álvarez de Toledo, en el seno de una adinerada familia hispano-inglesa, son sus padres George Barrett Clarke, natural de Coventry (Inglaterra) y María del Carmen Álvarez de Toledo y Toraño, natural de Villafranca del Bierzo, provincia de León. Se trasladó a Madrid a una edad temprana, donde cursó la secundaria e inició estudios universitarios de ingeniería, que no llegó a terminar. Trabó amistad con Valle-Inclán, Ramiro de Maeztu y otros miembros de la Generación del 98. En Madrid vivió como un señorito calavera, duelista y pendenciero, que se pasaba insistentemente de casino en casino y de mujer en mujer, alternando visitas a importantes salones literarios de París y Madrid.
Sus constantes arrebatos le llevaron a protagonizar un altercado en 1902 con un alto miembro de la nobleza, el duque de Arión, a quien agredió en plena sesión de gala del Circo de París. El duque de Arión era presidente del Tribunal de Honor que lo había inhabilitado para batirse en duelo contra el abogado José María Azopardo, este último lo había calumniado. Todo esto provoca un escándalo, a sus 26 años y en el breve lapso de apenas seis meses.
Dicha situación le llevó, en 1903, con su honra y su peculio seriamente mermados, a viajar primero a Argentina - donde comenzó a escribir para distintos periódicos - y luego a Paraguay, el país en el que se asentó finalmente a los 29 años. En el año 1904 en el mes de octubre llega a Villeta (Paraguay) como corresponsal del diario argentino El Tiempo para informar sobre la revolución liberal que en aquel país se estaba produciendo. Enseguida conecta con los jóvenes intelectuales que en su mayoría se habían sumado a la revolución. En Paraguay formó una familia y es donde, según sus propias palabras, se volvió "bueno". Años después llega a Brasil, producto del exilio forzado, y a Uruguay.

### Vida en Paraguay

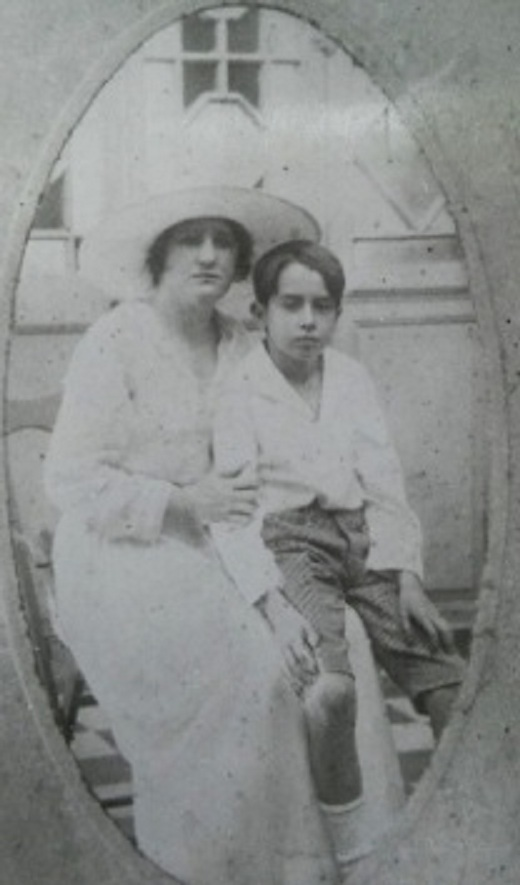
Panchita Lopez Maiz y su hijo Alejandro Rafael Barrett

En diciembre de 1904 Barrett se instala en Asunción donde ha llegado junto con las huestes revolucionarias. Trabaja en la Oficina de Estadística. En 1905 contrae matrimonio con Francisca López Maíz, participa en la creación del grupo y tertulia literaria "La Colmena", y manifiesta los primeros síntomas de la tuberculosis.
En 1906 a raíz de una polémica periodística originada por la presencia de Ricardo Fuente en Buenos Aires, se concierta un duelo entre Barrett y Juan de Urquía (Capitán Verdades). Pero Juan de Urquía elude batirse con Barrett alegando su descalificación en Madrid. Días después Barrett apalea públicamente a un Sr. Pomés al confundirle con Juan de Urquía en un céntrico hotel de Buenos Aires.
En abril de 1906 contrae matrimonio con Francisca López Maíz y en 1907, nace en Areguá su único hijo, Alejandro Rafael. En julio de 1908, da un golpe militar del mayor Albino Jara. Barrett organiza la atención a los heridos por las calles de Asunción. El 3 de octubre del mismo año, Barrett es apresado como consecuencia de las denuncias sobre abusos y torturas que publica en Germinal (un periódico anarquista de su autoría) y el día 13 de octubre, gracias a las gestiones del cónsul inglés, Barrett es liberado. Se le destierra a Corumbá en el Matto Grosso brasileño.
En febrero de 1909 la situación política ha mejorado sensiblemente en Paraguay. Aunque el estado de sitio no será levantado hasta marzo, Barrett recibe garantías y se instala en Areguá, cerca de Asunción. Los diarios paraguayos vuelven a abrirle sus páginas. En septiembre embarca en Asunción con destino a Francia. Ha mantenido correspondencia con el doctor Quinton y ha decidido seguir su tratamiento contra la tuberculosis.

### Vida en Uruguay
En 1908 llega a Montevideo donde sus costas, su viento y el aire le ayuda, según las costumbres de la época, con su enfermedad.
También, le da la oportunidad de publicar en periódicos de la época como La Razón dirigido por Samuel Blixen.

### Su carrera literaria
Su paso por Argentina, Uruguay, y en particular Paraguay, lo definieron como literato mientras efectuaba en paralelo sus trabajos periodísticos. Arruinado como estaba, en ningún momento dudó en abrazar la causa de los más débiles blandiendo su afilada pluma contra la injusticia social. En cierto modo su descenso a los infiernos de la miseria le permitió liberarse de una vida falsa y entregarse a la más noble y digna tarea de vivir para los otros.
La incidencia de las que por entonces eran miserables condiciones de vida en gran parte de Sudamérica repercutió fuertemente en sus escritos, que iban volcándose insistentemente hacia el periodismo de denuncia. Su viraje hacia una posición inequívocamente anarquista no solo le acarreó problemas con las clases pudientes y con el gobierno de Paraguay (donde fue encarcelado en varias ocasiones), muchos intelectuales paraguayos también le dieron la espalda.

### Su obra
La obra de Rafael Barrett es en general poco conocida. Corta y asistemática como su propia vida, se publicó casi íntegramente en periódicos de Paraguay, Uruguay y Argentina. Y sin embargo, su pensamiento ha ejercido en Latinoamérica, y especialmente en el ámbito del Río de la Plata, una notable influencia. Si bien es cierto que se trata de una influencia un tanto subterránea, fue lo suficientemente fuerte como para que Ramiro de Maeztu le considerara "una figura en la historia de América".
Algunas de sus ideas literarias centrales se enmarcan y definen en el estilo regeneracionista. Resulta evidente, en estos breves ejemplos, la coincidencia de Barrett con el tono característico de la oleada "regeneracionista" que inundó el pensamiento español a raíz del "desastre" del 98 y que tuvo sus principales exponentes en Costa, Picavea, Isern, etc., y su punto álgido en la prensa con el famoso artículo "Sin pulso" de Francisco Silvela publicado en El tiempo, órgano de la oposición conservadora, el 16 de agosto de 1898. Las constantes metáforas médicas, la percepción de España como un país gravemente enfermo, la convicción de que la derrota militar era solo un síntoma de males mayores y más profundos, la extrañeza ante la falta de reacción de un pueblo que ha sido víctima inútil de una derrota lamentable, el diagnóstico de un progresivo hundimiento del país y la necesidad de su "salvación" (resbaladizo término en política),
"El dolor paraguayo" de Barrett "vemos reflejado el profundo amor que sentía hacia el pueblo paraguayo; ese amor, esa preocupación por la gente del pueblo, es una constante plenamente "noventayochista"
Borges sobre Barrett
"...Borges , el joven Borges, lo admiraba sin retaceos. En una carta a su amigo Roberto Gondel, escrita en 1917, decía el futuro autor de "El Aleph": "Ya que tratamos temas literarios te preguno si no conoces un gran escritor argentino, Rafael Barrett, espíritu libre y audaz." [...] "Es un libro genial cuya lectura me ha consolado de las ñoñerías de Giusti, Soiza O'Railly y de mi primo Alvarito Melián Lafinur"
Los escritos de Barrett son de una calidad intrínseca notable. En opinión de José María Fernández Vázquez, si hubiera tenido más tiempo para desarrollar su obra, "estilo literario y vigor ideológico hubieran creado uno de los corpus textuales más interesantes del continente americano" (Fernández Vázquez 100).

### Sus últimos años
En el nuevo continente, y más específicamente en el Paraguay, fue donde se hizo escritor, conoció el verdadero amor y la paternidad, sin embargo, alcanzadas esas cimas, enfermó gravemente. La circunstancia histórica que vivía el Paraguay no era la más propicia para recibir positivamente ni sus ideas radicalmente críticas, ni su pensamiento cuestionador e inquietante.
Con la publicación de la serie de artículos Lo que son los yerbales paraguayos, en los que revela la explotación esclavista de los mensús por las empresas yerbateras, Barrett se enfrenta ya a poderosos intereses económicos y políticos. Se le comienzan a cerrar las páginas de los diarios en los que publicaba y comienza también a sentir el progresivo rechazo de la intelectualidad local, lo que le conduce a un penoso aislamiento, al no encontrar un núcleo suficientemente amplio de población ajena a eso grupos que pudiera suplir el rechazo de sus interlocutores naturales. Como amargamente confiesa, "la costumbre de pensar a todas horas tiene algo de vicio bochornoso ante el común de las gentes, y me ha convertido en un ser inútil, a veces nocivo, odiado, despreciado"
Por sus ideas políticas anarquistas y su denuncia de la injusticia social es apresado y desterrado primero al Mato Grosso brasileño y finalmente a Montevideo. En Uruguay conecta enseguida con las vanguardias intelectuales uruguayas. Pero la tuberculosis le aprisiona y regresa al Paraguay en cuanto los caudillos de turno se lo permiten, y los periódicos locales le abren de nuevo sus puertas.
Aquejado de tuberculosis, viajó a Francia en 1910 para intentar un nuevo tratamiento. Embarca en Asunción y llega a Montevideo donde es objeto de un jubiloso y cariñoso recibimiento, parte finalmente a Europa. El 17 de diciembre de 1910 muere a las cuatro de la tarde en el Hotel Regina Forêt en Arcachón, asistido por su tía Susana Barrett. Murió a los 34 años alejado de su familia y de la que él consideró su única patria, Paraguay, y sin haber podido disfrutar de un mínimo reconocimiento en el país del que tuvo que escapar: España.
Durante su vida solo vio publicado un libro, "Moralidades actuales", que cosechó un gran éxito en Uruguay, cuya intelectualidad siempre conectó con Barrett. La estela luminosa de Rafael Barrett reaparece brevemente en el firmamento madrileño de 1919 cuando la Editorial América de Rufino Blanco Fombona edita algunas de sus obras. La publicación de esos libros hace desempolvar viejos recuerdos de quienes lo conocieron en su juventud madrileña.

## La relevancia de Barrett
Tres de los más grandes escritores del Cono Sur americano han expresado, con encendidos elogios, su profunda admiración por la obra de Barrett y la influencia de él recibida.
En Paraguay, Augusto Roa Bastos ha dicho: 

Barrett nos enseñó a escribir a los escritores paraguayos de hoy; nos introdujo vertiginosamente en la luz rasante y al mismo tiempo nebulosa, casi fantasmagórica, de la "realidad que delira" de sus mitos y contramitos históricos, sociales y culturales.

En Argentina, Jorge Luis Borges decía en una carta de 1917 a su amigo Roberto Godel: 

Ya que tratamos temas literarios te pregunto si no conoces un gran escritor argentino, Rafael Barrett, espíritu libre y audaz. Con lágrimas en los ojos y de rodillas te ruego que cuando tengas un nacional o dos que gastar, vayas derecho a lo de Mendesky -o a cualquier librería- y le pidas al dependiente que te salga al encuentro un ejemplar de "Mirando la vida" de este autor. Creo que ha sido publicado en Montevideo este libro. Es un libro genial cuya lectura me ha consolado de las ñoñerías de Giusti, Soiza O'Reilly y de mi primo Alvarito Melián Lafinur.

En Uruguay, José Enrique Rodó, que coincidió con Barrett en Montevideo y quedó deslumbrado por sus artículos en la prensa, escribía: 

[...] hace tiempo que, apenas tropiezo con persona a quien se pueda pedir ese género de albricias, le pregunto, venga o no venga a cuento -¿Lee usted La Razón? Se ha fijado en unos artículos firmados por R. B.?.

Francisco Pérez-Maricevich dice respecto a Rafael Barrett que su importancia en el proceso cultural del Paraguay acabó siendo singular "y nadie abriga hoy la más mínima duda respecto de su notable precedencia en muchas de las actitudes que definen en el presente la función del intelectual". Pérez-Maricevich expone de resalto que existen tres puntos esenciales que marcan la diferencia entre Barrett y otros maestros de la literatura. Primero, la tenacidad de su postura crítica del presente que le tocó vivir; segundo, su visión estrictamente moral de la condición humana y su exaltación de los valores sociales superiores que conducen a la perfección del hombre; y tercero, la profundidad de sus principios y la solidez teorética de sus conceptos.
El texto de Barrett, además del singular compromiso con su tiempo y su circunstancia, contiene una belleza y un valor estético excepcionales. En Paraguay prima la convención de que desde Barrett parte la concepción del realismo crítico en la visión de la materia narrativa, y sus cuentos breves revelan gran parte de su notable don estético para la construcción del relato. La ironía y la paradoja, recursos esencialmente intelectuales, no son dejados de lado por el autor, que a través de su obra, con destreza, sensibilidad y belleza, dan exuberancia a su obra.

## Las líneas centrales de su pensamiento
Una de las facetas de mayor interés en el pensamiento de Rafael Barrett radica en su condición de exponente privilegiado de la "crisis de fin de siglo".
Nacido en 1876, año clave en tantos aspectos (creación de la Institución Libre de Enseñanza; publicación de la obra de Draper Historia de los conflictos entre la religión y la ciencia con prólogo de Nicolás Salmerón, del libro Porvenir de los pueblos católicos de Laveleye y de las primeras traducciones de Darwin; punto álgido en la llamada "polémica de la ciencia española" e inicio de encendidas discusiones sobre el evolucionismo; época clave en la difusión del pensamiento positivista a través del krausismo; promulgación de la constitución de la Restauración, etc.), educado en Francia e Inglaterra, Barrett es un hombre esencialmente europeo, lo que constituía un referente ideal para los jóvenes finiseculares que en su mayoría hubieron de realizar el reglamentario viaje iniciático a París.
Barrett es, además, plenamente consciente del momento crítico que le ha tocado vivir, y así lo expresa con extraordinaria clarividencia:
- "La humanidad es hoy un caos, sí, pero un caos fecundo." (O.C., IV, p. 149).
- "Se siente universal inquietud. Los menos perspicaces aguardan graves sucesos. Se teme, se espera." (O.C., II, p. 305).
- "Cuando la humanidad está de parto, confiemos en lo invisible." (O.C., II, p. 249).

Y certeramente diagnostica que esa "universal inquietud" se manifiesta en la forma de una recuperación de la fantasía, de la magia y del misterio en abierto rechazo a la filosofía positivista:

Socialistas, anarquistas, neocristianos, espiritualistas, teósofos... ¿Qué quiere decir todo esto? ¿Qué quiere decir esta universal reacción hacia lo religioso, esta filosofía que se vuelve sentimental y profética, esta literatura preocupada del más allá, estos poetas, historiadores y críticos que se hacen reformadores sociales, estos propagandistas de unas bellezas que se habían declarado inútiles? ¿Qué quiere decir este renacimiento de la inquietud, del misterio, de la sagrada angustia salvadora de gérmenes?
(O.C., II, p. 295)

Define Barrett la filosofía afirmando que "no se trata de una ciencia, sino de la trayectoria que sigue el centro de gravedad de nuestro espíritu" (O.C., II, p. 249); definición que, además de su evidente aroma vitalista, se enmarca de lleno en el ámbito dinámico de una filosofía del cambio. En la vieja disyuntiva Heráclito-Parménides (cuestión básica para todo pensamiento filosófico) Barrett se sitúa decididamente junto al primero. Todo cambia, nada permanece.

La filosofía dinámica va desalojando a la filosofía estática (...) Todo se agita en lo infinitamente grande y todo se agita también en lo infinitamente pequeño. Los átomos imitan a los astros. Se deslizan, pasan, se precipitan. En un líquido fluyen constantemente las moléculas; en un gas bombardean a velocidades locas las paredes que lo encierran.
(O.C., II, p. 226)

En el pensamiento de Barrett confluye la filosofía genuinamente vitalista (Bergson es uno de sus filósofos más admirados) con la reacción antipositivista que caracterizó al modernismo. Para Barrett, la realidad es la vida, en su compleja e inaprehensible movilidad y capacidad de acción; es esencialmente energía, fuente de movimiento, y esa virtud operativa escapa al análisis racional. Lo real se siente y se ejecuta, no se explica. La realidad profunda de la vida es inalcanzable para la razón. Lo real es inefable.
En este aspecto Barrett se muestra de nuevo como un joven enteramente de su generación. Según José Luis Abellán, en los primeros años del siglo XX "la vida como principio filosófico vuelve con todas sus exigencias" (Abellán, vol. 5/I, p. 70). Y a la hora de definir la vida, Barrett sigue a Bergson más una buena dosis de lirismo:

La vida es un aire sutil, invisible y veloz, cuyos remolinos agitan un instante el polvo que duerme en los rincones. El inmortal torbellino pasa, torna a la pura atmósfera, a lo invisible, y el polvo se desploma inerte en su rincón. Los sabios no ven más que el polvo: palpan minuciosamente los cadáveres.
(O.C., II, p. 251)

El pensamiento vitalista se coloca necesariamente en las antípodas del racionalismo y por regla general conecta con posturas idealistas o espiritualistas. Barrett coincide en el rotundo rechazo al racionalismo, como pone de manifiesto, por ejemplo, en su negativa valoración de la filosofía griega:

Para ellos, fuera de la conciencia no había nada. No se alejaron del luminoso círculo, centro de la inteligencia, y por eso lo que construyeron es tan claro, tan elegante, tan evidente y tan falso.
(O.C., II, p. 231)

Esto supone, desde luego, una puerta abierta al idealismo ("¿Existir? Todo existe, y lo ideal más que lo real", O.C., III, p. 118) con la aceptación de lo misterioso como componente objetivo de la realidad; en el ámbito del espíritu, por la importancia que Barrett concede a lo inconsciente; y en el ámbito del cosmos, porque el enigma es una parte muy significativa de nuestro conocimiento de una realidad que, inaccesible a la razón, es esencialmente misteriosa.

## Su anarquismo
El pensamiento social y político de Rafael Barrett experimenta, a lo largo de los escasos siete años en que se expresa, una clara transformación que va desde un individualismo en el que confluyen rasgos vitalistas de tipo nietzcehano, hasta un anarquismo solidario plenamente asumido.
El punto de inflexión en esa evolución se produce entre finales de 1906 y principios de 1907. A partir de esas fechas, su preocupación por los temas sociales va siendo cada vez mayor y cada vez más radical su posición crítica. Posiblemente fue el tiempo necesario para asimilar la dura realidad americana (el "dolor paraguayo") en cuyo contacto Barrett sale espiritualmente enriquecido. La exuberante y conflictiva vitalidad americana llenó, sin duda y con creces, el hueco que en él pudieron haber dejado los ambientes intelectuales europeos.
Es a partir de 1908 cuando Barrett comienza a autodefinirse como anarquista, al respecto es célebre su panfleto Mi anarquismo.

Me basta el sentido etimológico: "ausencia de gobierno". Hay que destruir el espíritu de autoridad y el prestigio de las leyes. Eso es todo. Será la obra del libre examen. Los ignorantes se figuran que anarquía es desorden y que sin gobierno la sociedad se convertirá siempre en el caos. No conciben otro orden que el orden exteriormente impuesto por el terror de las armas. El anarquismo, tal como lo entiendo, se reduce al libre examen político. [...] ¿Qué hacer? Educarnos y educar. Todo se resume en el libre examen. ¡Que nuestros niños examinen la ley y la desprecien!
Mi anarquismo

## Trabajos publicados
- 1897 publica en la Revista Contemporánea dos artículos de divulgación científica: "El postulado de Euclides" (30/V/1897) .
- 1898 publica "Sobre el espesor y la rigidez de la corteza terrestre" (28-II-1898). Son los dos únicos artículos publicados por Barrett en España de los que hasta ahora se tenga noticia.
- En el año 1904 escribe en El Correo Español de Buenos Aires y actúa como secretario de la Liga Republicana española en esa ciudad.
- En el año 1905 escribe regularmente en El Diario de Asunción. Comienza a trabajar en el departamento de Ingenieros y en el Ferrocarril.
- En el año 1906 su labor periodística se va incrementando progresivamente. Escribe para Los Sucesos, La Tarde, Alón, El Paraguay y El Cívico. Al mismo tiempo sus escritos se van acercando a los problemas sociales con profunda visión crítica.
- Junio del año 1908, publica en El Diario el suelto "Lo que son los yerbales paraguayos" denunciando la situación de esclavitud a que son sometidos los "mensús" (peones yerbateros) en el Alto Paraná. La presión de las empresas yerbateras consigue que se le cierren las páginas de El Diario.
- En el año 1909 su libro Moralidades Actuales ha tenido un "éxito loco".
- De sus muchas obras, varias publicadas póstumamente, destacan en particular: El dolor paraguayo (1909), Lo que son los yerbales (1910), Cuentos breves (1911), Al margen; Estudios literarios (1912), Diálogos, conversaciones y otros escritos (1918).
- Sus Obras completas se publicaron en Buenos Aires en 1943.
- En 1990 aparecieron sus Obras completas (en cuatro volúmenes) en Asunción (edición a cargo de Francisco Corral y Miguel Ángel Fernández).
- En 1967 el Ministerio de Instrucción Pública y Previsión Social de Uruguay publicó 'Rafael Barrett. Cartas íntimas, con notas de su viuda Francisca López Maíz de Barrett'

## Obras
- El dolor paraguayo. Montevideo, O.M. Bertani, 1910.
- Cuentos breves. Montevideo, O. M. Bertani, 1910.
- Mirando vivir. Montevideo, O. M. Bertani, 1910.
- Al margen. Montevideo, O. M. Bertani, 1910
- Estudios literarios (1912).
- Ideas y críticas. Montevideo, O.M. Bertani, 1912
- Diálogos, conversaciones y otros escritos. Pról. de Alberto Lasplaces. Montevideo, Claudio García, 1918.
- Cuentos breves. Madrid, América, 1919.
- Páginas dispersas (Obra póstuma). Montevideo, Claudio García, 1923.
- Cartas íntimas. Con notas de su viuda Francisca López Maiz de Barrett; pról. Luis Hierro Gambardella. Montevideo, Biblioteca Artigas, 1967.
- Mi anarquismo, en Anarkos. Literaturas libertarias de América del Sur. 1900 (Argentina, Chile, Paraguay, Uruguay). Compiladores: Jean Andreu, Maurice Fraysse, Eva Golluscio de Montoya. Ediciones Corregidor, Buenos Aires, 1990, p. 38.
- A partir de ahora el combate será libre Archivado el 12 de junio de 2017 en Wayback Machine.. Recopilación de artículos prologados por Santiago Alba Rico, Madrid, Ladinamo Libros, 2008. ISBN 84-607-6754-X
- La rebelión, Asunción del Paraguay, 15 de marzo de 1909.
- El terror argentino. Buenos Aires, Proyección, 1971,
- El dolor paraguayo. Prólogo de Augusto Roa Bastos, comp. Miguel A. Fernández, cronología de Alberto Sato. Caracas, Biblioteca Ayacucho, 1978.
- Sembrando ideas. Santander, Rodu, 1992.
- Hacia el porvenir. Editorial Periférica, Cáceres 2008. ISBN 978-84-936232-5-8 Prólogo de Francisco Corral y selección de Bianca María Ansúrez.
- Obras completas. Santander, Tantín, 2010. 2 vol. Contienen: t. 1. Moralidades actuales ; El dolor paraguayo ; Lo que son los yerbales ... (813 p.) -- t. 2. Mirando vivir (2) ; Al margen ; Epifonemas ... (724 p.)
- Moralidades Actuales. Pepitas de Calabaza, Logroño, 2010. ISBN 978-84-938349-0-6
- Reflexiones y epifonemas, Renacimiento, Sevilla, 2014. Edición de Cristian David López.
- Y el muerto nadó tres días. Libros de Itaca, Madrid, 2014. Selección de cuentos y escritos de Rafael Barrett, con prólogo de Francisco Corral. ISBN 978-84-942513-0-6
- The Woman in Love (versión en inglés de La Enamorada)

## Obras sobre Rafael Barrett
En el año 2009, la banda argentina de punk Eterna Inocencia, cuya trayectoria iniciada en los años 90 agrupa infinidad de letras dedicadas a la luchas sociales entre otras temáticas, le dedica el tema "Barret y las misiones" a él:

"Mi norte marcaron / tus publicaciones / tus deseos, tu condena / todas tus oraciones".
Fragmento de la canción "Barrett y las misiones", de Eterna Inocencia

En 2018 se realizó en Argentina el primer documental audiovisual sobre su vida y obra: "Rafael Barrett, la exigencia de lo real".